# Apoxycephalacris palustris
Apoxycephalacris palustris är en insektsart som beskrevs av Christiane Amédégnato och Marius Descamps 1978. Apoxycephalacris palustris ingår i släktet Apoxycephalacris och familjen gräshoppor. Inga underarter finns listade i Catalogue of Life.